# Gmina Brudzeń Duży
Gmina Brudzeń Duży là một gmina nông thôn (quận hành chính) ở hạt Płock, Masovian Voivodeship, ở miền đông trung bộ Ba Lan. Khu vực hành chính của nó là làng Brudzeń Duży, nằm khoảng 19 kilômét (12 mi) về phía tây bắc Płock và 114 km (71 mi) về phía tây bắc thủ đô Warsaw.
Gmina có diện tích 161,82 kilômét vuông (62,5 dặm vuông Anh) và tính đến năm 2006, tổng dân số của nó là 7,806 người.
Gmina bao gồm một phần của khu vực được bảo vệ gọi là Công viên cảnh quan Brudzeń.

## Làng
Gmina Brudzeń Duży bao gồm các làng và các khu định cư chẳng hạn như Bądkowo Jeziorne, Bądkowo Kościelne, Bądkowo-Podlasie, Bądkowo-Rochny, Bądkowo-Rumunki, Biskupice, Brudzeń Duży, Brudzeń Maly, CEGIELNIA, Cierszewo, Główina, Gorzechowo, Izabelin, Janoszyce, Karwosieki-Cholewice, Karwosieki-Noskowice, Kłobukowo-Patrze, Krzyżanowo, Lasotki, Łukoszyno-Borki, Murzynowo, Myśliborzyce, Nowe Karwosieki, Parzen, Parzen-Janówek, Radotki, Rembielin, Robertowo, Rokicie, Siecień, Siecień Rumunki, Sobowo, Strupczewo Duże, Suchodół, Turza Mała, Turza Wielka, Uniejewo, Więcławice, Wincentowo, Winnica, Zdziembórz và anderniki.

## Gminas lân cận
Gmina Brudzeń Duży giáp với các gmina chẳng hạn như Dobrzyń nad Wisłą, Gozdowo, Mochowo, Nowy Duninów, Stara Biała, Tłuchowo và Włocławek.